# Sonic Drift
 (octobre 2019).
Si vous disposez d'ouvrages ou d'articles de référence ou si vous connaissez des sites web de qualité traitant du thème abordé ici, merci de compléter l'article en donnant les références utiles à sa vérifiabilité et en les liant à la section « Notes et références ».
Sonic Drift est un jeu vidéo de course sorti en 1994 et fonctionne sur Game Gear. Le jeu a été développé et édité par Sega, qui tente alors de faire face au concurrent Nintendo à l'énorme succès de son titre Super Mario Kart.

## Système de jeu
Le joueur dirige Sonic, Tails, Amy ou Eggman sur 18 circuits reprenant les six zones de Sonic The Hedgehog (Green Hill zone, Marble zone, Spring Yard zone, Labyrinth zone, Star light zone et Scrap Brain zone) et répartis sur 3 coupes de six circuits qu'il faut remporter.
Le gagnant de la course gagne 3 points, le second 2 points, le troisième 1 point et le dernier 0 point, celui qui possède le plus grand nombre de points gagne la coupe et comme récompense une chaos emerald. Le niveaux de difficulté des circuits est désigné par 3 couleurs : vert (facile), jaune (moyen) et rouge (difficile).
De plus, chacun de ces personnages possède une particularité qu'il déclenche en utilisant deux anneaux :
- Sonic utilise un boost ;
- Tails saute ;
- Amy lance un cœur ;
- Eggman lance une mine.

L'écran est scindé en deux comme dans Super Mario Kart avec la carte et la position du leader (ou du second si vous êtes le leader) ainsi que votre position dans la moitié supérieur de l'écran et le jeu dans la moitié inférieur de l'écran.